# Persone di nome Caroline
| Questa pagina contiene informazioni ricavate automaticamente dalle voci biografiche con l'ausilio del template Bio e di un bot. L'aggiornamento è periodico e automatico e ricostruisce completamente la pagina. Se manca una persona in questa lista, sei pregato di non aggiungerla, ma accertati piuttosto che la sua voce biografica contenga il template Bio e che i dati anagrafici siano correttamente compilati. Se il template Bio manca, inseriscilo tu stesso o, in alternativa, metti l'avviso {{tmp\|Bio}} che ne segnala la mancanza. Se i dati riportati sono sbagliati, correggi direttamente la voce biografica; le modifiche saranno visibili in questa lista entro pochi giorni. Per chiarimenti vedi il progetto antroponimi. La lista contiene solo le 170 persone che sono citate nell'enciclopedia e per le quali è stato implementato correttamente il template Bio. Pagina aggiornata al 6 ago 2025. |

Questa è una lista di persone presenti nell'enciclopedia che hanno il nome Caroline, suddivise per attività principale.

## Arrampicatrici(1)
- Caroline Ciavaldini, arrampicatrice francese (Tolosa, n. 1985)

## Artiste(1)
- Caroline Weldon, artista e attivista svizzera (Basilea, n. 1844 - Brooklyn, † 1921)

## Astiste(1)
- Caroline Bonde Holm, astista danese (Hørsholm, n. 1990)

## Astronome(2)
- Caroline Furness, astronoma statunitense (Cleveland, n. 1869 - New York, † 1936)
- Caroline Lucretia Herschel, astronoma, matematica e cantante lirica britannica (Hannover, n. 1750 - Hannover, † 1848)

## Atlete paralimpiche(1)
- Caroline Baird, ex atleta paralimpica britannica (Cupar, n. 1974)

## Attiviste(1)
- Carrie Nation, attivista statunitense (Contea di Garrard, n. 1846 - Leavenworth, † 1911)

## Attrici(33)
- Caroline Aaron, attrice e produttrice televisiva statunitense (Richmond, n. 1952)
- Caroline Beil, attrice e conduttrice televisiva tedesca (Amburgo, n. 1966)
- Caroline Berg, attrice cinematografica francese (Parigi, n. 1957)
- Caroline Bliss, attrice britannica (n. 1961)
- Caroline Carver, attrice inglese (Manchester, n. 1976)
- Caroline Catz, attrice britannica (Manchester, n. 1969)
- Caroline Frances Cooke, attrice e sceneggiatrice statunitense (n. 1875 - † 1962)
- Caroline Correa, attrice australiana (Umuarama, n. 1979)
- Carrie Crowley, attrice e conduttrice televisiva irlandese (Waterford, n. 1964)
- Caroline Dhavernas, attrice canadese (Montréal, n. 1978)
- Caroline Ducey, attrice francese (Sainte-Adresse, n. 1976)
- Caroline Goodall, attrice britannica (Londra, n. 1959)
- Caroline Grothgar, attrice austriaca (Vienna, n. 1968)
- Caroline Guérin, attrice francese (n. 1983)
- Carrie Henn, attrice statunitense (Panama City, n. 1976)
- Caroline John, attrice britannica (York, n. 1940 - Londra, † 2012)
- Caroline Lagerfelt, attrice statunitense (Parigi, n. 1947)
- Caroline Loeb, attrice, cantante e regista teatrale francese (Neuilly-sur-Seine, n. 1955)
- Caroline McWilliams, attrice statunitense (Seattle, n. 1945 - Los Angeles, † 2010)
- Caroline Munro, attrice e ex modella britannica (Windsor, n. 1949)
- Caroline O'Connor, attrice, ballerina e cantante britannica (Oldham, n. 1962)
- Paolla Oliveira, attrice brasiliana (San Paolo, n. 1982)
- Caroline Peters, attrice tedesca (Magonza, n. 1971)
- Caroline Portu, attrice e produttrice cinematografica statunitense (New York)
- Caroline Proust, attrice francese (Le Vigan, n. 1967)
- Caroline Quentin, attrice e conduttrice televisiva britannica (Reigate, n. 1960)
- Caroline Rhea, attrice e conduttrice televisiva canadese (Montréal, n. 1964)
- Caroline Sheen, attrice e cantante gallese (Caerleon, n. 1976)
- Carissa Springett, attrice e modella thailandese (Provincia di Chonburi, n. 1998)
- Caroline Sunshine, attrice e cantante statunitense (Atlanta, n. 1995)
- Grace Van Dien, attrice statunitense (Los Angeles, n. 1996)
- Caroline Veyt, attrice belga (Bruxelles, n. 1975)
- Caroline Williams, attrice statunitense (Rusk, n. 1957)

## Avvocate(1)
- Caroline Kennedy, avvocato e diplomatica statunitense (New York, n. 1957)

## Batteriste(1)
- Caroline Corr, batterista e compositrice irlandese (Dundalk, n. 1973)

## Biatlete(1)
- Caroline Colombo, ex biatleta francese (Pontarlier, n. 1996)

## Bibliotecarie(1)
- Caroline Massin, bibliotecaria francese (Châtillon-sur-Seine, n. 1802 - Parigi, † 1877)

## Botaniche(1)
- Caroline Wedgwood, botanica inglese (Shrewsbury, n. 1800 - † 1888)

## Calciatrici(6)
- Caroline Abbé, ex calciatrice svizzera (Ginevra, n. 1988)
- Caroline Graham Hansen, calciatrice norvegese (Oslo, n. 1995)
- Caroline Knutsen, ex calciatrice norvegese (Skibotn, n. 1983)
- Caroline Pleidrup, calciatrice danese (n. 1995)
- Caroline Rask, calciatrice danese (n. 1994)
- Caroline Weir, calciatrice scozzese (Dunfermline, n. 1995)

## Canoiste(1)
- Caroline Brunet, canoista canadese (Quebec City, n. 1969)

## Canottiere(2)
- Caroline Evers-Swindell, canottiera neozelandese (Hastings, n. 1978)
- Caroline Lind, canottiera statunitense (Greensboro, n. 1982)

## Cantanti(10)
- Carol Biazin, cantante brasiliana (Campo Mourão, n. 1997)
- C. C. Catch, cantante tedesca (Oss, n. 1964)
- Caroline Costa, cantante francese (Moissac, n. 1996)
- Caroline Henderson, cantante svedese (Stoccolma, n. 1962)
- Caroline Jones, cantante, chitarrista e compositrice statunitense (New York, n. 1990)
- Dina, cantante norvegese (Oslo, n. 1985)
- Caroline Larsson, cantante svedese (Askims församling, n. 1986)
- Caroline Lind, cantante danese (n. 1994)
- Caroline Wennergren, cantante svedese (Rio de Janeiro, n. 1985)
- Caroline af Ugglas, cantante, cantautrice e attrice svedese (Bromma, n. 1972)

## Cantautrici(2)
- Caroline Lavelle, cantautrice e violoncellista inglese (n. 1964)
- Caroline Polachek, cantautrice statunitense (New York, n. 1985)

## Cavallerizze(2)
- Caroline Chew, cavallerizza singaporiana (Singapore, n. 1992)
- Caroline Powell, cavallerizza neozelandese (Lower Hutt, n. 1973)

## Cestiste(5)
- Caroline Aubert, ex cestista francese (Parigi, n. 1980)
- Caroline De Roose, ex cestista belga (Gand, n. 1971)
- Caroline Hériaud, cestista francese (Saint-Sébastien-sur-Loire, n. 1996)
- Caroline Omamo, cestista keniota (Kisumu, n. 1968 - Kisumu, † 2015)
- Caroline Smits, ex cestista olandese (Heden, n. 1968)

## Cicliste su strada(2)
- Caroline Andersson, ciclista su strada e ciclocrossista svedese (Halmstad, n. 2001)
- Caroline Baur, ciclista su strada svizzera (Rheinfelden, n. 1994)

## Comiche(1)
- Caroline Vigneaux, comica e attrice francese (Nantes, n. 1975)

## Compositrici(1)
- Caroline Shaw, compositrice statunitense (Greenville, n. 1982)

## Conduttrici televisive(1)
- Caroline Flack, conduttrice televisiva britannica (Londra, n. 1979 - Londra, † 2020)

## Contralti(1)
- Caroline Unger, contralto austriaca (Vienna, n. 1803 - Firenze, † 1877)

## Costumiste(1)
- Caroline Eselin, costumista statunitense

## Direttrici della fotografia(1)
- Caroline Champetier, direttrice della fotografia francese (Parigi, n. 1954)

## Disc jockey(1)
- Miss Kittin, disc jockey e cantante francese (Grenoble, n. 1973)

## Economiste(1)
- Caroline Abel, economista seychellese (Victoria, n. 1972)

## Filantrope(1)
- Caroline Stephen, filantropa e scrittrice inglese (Londra, n. 1834 - Cambridge, † 1909)

## First lady(1)
- Caroline Harrison, first lady statunitense (Oxford, n. 1832 - Washington, † 1892)

## Fotografe(3)
- Caroline Becker, fotografa finlandese (n. 1826 - † 1881)
- Caroline Hammer, fotografa danese (Hulerød, n. 1832 - Comune di Fredensborg, † 1915)
- Caroline von Knorring, fotografa svedese (Göteborg, n. 1841 - Stoccolma, † 1925)

## Giornaliste(2)
- Caroline Criado-Perez, giornalista e attivista britannica (n. 1984)
- Caroline Paul, giornalista, scrittrice e vigile del fuoco statunitense (New York, n. 1963)

## Hockeiste su ghiaccio(1)
- Caroline Ouellette, hockeista su ghiaccio canadese (Montréal, n. 1979)

## Infermiere(1)
- Caroline Hampton, infermiera statunitense (n. 1861 - † 1922)

## Insegnanti(1)
- Caroline LeCount, docente e attivista statunitense (Filadelfia - Filadelfia, † 1923)

## Inventrici(1)
- Caroline Yale, inventrice e educatrice statunitense (Charlotte, n. 1848 - Northampton, † 1933)

## Letterate(1)
- Caroline von Wolzogen, letterata e scrittrice tedesca (Rudolstadt, n. 1763 - Jena, † 1847)

## Matematiche(1)
- Caroline Series, matematica inglese (Oxford, n. 1951)

## Medici(1)
- Caroline Matthews, medico britannica (Liverpool, n. 1877 - Londra, † 1927)

## Modelle(4)
- Caroline Brasch Nielsen, modella danese (Copenaghen, n. 1993)
- Caroline Paulus, modella, cantante e attrice francese (Villeneuve-sur-Lot, n. 1959)
- Caroline Trentini, supermodella brasiliana (Panambi, n. 1987)
- Caroline Winberg, supermodella svedese (Sollentuna, n. 1985)

## Multipliste(2)
- Caroline Agnou, multiplista svizzera (Olten, n. 1996)
- Caroline Kola, ex multiplista keniota (n. 1966)

## Nobildonne(5)
- Caroline FitzRoy, nobildonna inglese (n. 1722 - † 1784)
- Caroline von Holnstein, nobildonna tedesca (Schwandorf, n. 1815 - Schwandorf, † 1859)
- Caroline Lamb, nobildonna e scrittrice britannica (n. 1785 - † 1828)
- Caroline Russell, nobildonna inglese (Londra, n. 1743 - Blenheim Palace, † 1811)
- Caroline Shirley, nobildonna inglese (Londra, n. 1818 - Roma, † 1897)

## Nobili(1)
- Caroline Villiers, nobile britannica (n. 1774 - † 1835)

## Nuotatrici(2)
- Caroline Burckle, nuotatrice statunitense (Louisville, n. 1986)
- Caroline Jouisse, nuotatrice francese (Fuengirola, n. 1994)

## Pallanuotiste(1)
- Caroline Clark, pallanuotista statunitense (Palo Alto, n. 1990)

## Pallavoliste(3)
- Caroline Jarmoc, pallavolista canadese (Calgary, n. 1991)
- Caroline Wensink, ex pallavolista olandese (Enschede, n. 1984)
- Caroline Gattaz, pallavolista brasiliana (São José do Rio Preto, n. 1981)

## Pianiste(1)
- Caroline Fischer, pianista tedesca

## Poetesse(1)
- Caroline Alice Elgar, poetessa e scrittrice inglese (Bhuj, n. 1848 - Hampstead, † 1920)

## Politiche(3)
- Caroline Gennez, politica belga (Sint-Truiden, n. 1975)
- Caroline Lucas, politica britannica (Malvern, n. 1960)
- Caroline Voaden, politica e giornalista britannica (Wantage, n. 1968)

## Registe(1)
- Caroline Link, regista e sceneggiatrice tedesca (Bad Nauheim, n. 1964)

## Religiose(1)
- Caroline Baron, religiosa francese (Narbona, n. 1820 - Saint-Chinian, † 1882)

## Rugbiste a 15(2)
- Caroline Boujard, rugbista a 15 francese (Saint-Cloud, n. 1994)
- Caroline Drouin, rugbista a 15 francese (Auray, n. 1996)

## Sceneggiatrici(1)
- Caroline Dries, sceneggiatrice e produttrice cinematografica statunitense (New York, n. 1980)

## Schermitrici(2)
- Caroline Drew, ex schermitrice britannica
- Caroline Quéroli, schermitrice francese (Parigi, n. 1998)

## Sciatrici alpine(6)
- Caroline Attia, ex sciatrice alpina francese (Parigi, n. 1960)
- Caroline Beer, ex sciatrice alpina austriaca (n. 1964)
- Caroline Lalive, ex sciatrice alpina statunitense (Truckee, n. 1979)
- Caroline Pellat-Finet, ex sciatrice alpina francese (Échirolles, n. 1978)
- Caroline Powell, sciatrice alpina britannica (n. 1994)
- Caroline Viau, ex sciatrice alpina canadese (n. 1971)

## Scrittrici(10)
- Caroline Elkins, scrittrice e storica statunitense (n. 1969)
- Caroline Fourest, scrittrice, giornalista e regista francese (Aix-en-Provence, n. 1975)
- Caroline Graham, scrittrice, sceneggiatrice e attrice inglese (Nuneaton, n. 1931)
- Caroline Kepnes, scrittrice, sceneggiatrice e giornalista statunitense (Barnstable, n. 1976)
- Caroline Elizabeth Merrick, scrittrice statunitense (Parrocchia di East Feliciana, n. 1825 - New Orleans, † 1908)
- Caroline Norton, scrittrice britannica (Londra, n. 1808 - † 1877)
- Caroline Pichler, scrittrice, poetessa e critica letteraria austriaca (Vienna, n. 1769 - Vienna, † 1843)
- Caroline Rémy de Guebhard, scrittrice e giornalista francese (Parigi, n. 1855 - Pierrefonds, † 1929)
- Caroline Schelling, scrittrice e traduttrice tedesca (Gottinga, n. 1763 - Maulbronn, † 1809)
- Carla Simons, scrittrice, giornalista e traduttrice olandese (Amsterdam, n. 1903 - Auschwitz-Birkenau, † 1943)

## Socialite(2)
- Caroline Astor Wilson, socialite statunitense (New York, n. 1861 - New York, † 1948)
- Caroline Webster Schermerhorn Astor, socialite statunitense (New York, n. 1830 - New York, † 1908)

## Soprani(1)
- Caroline Barbot, soprano francese (Parigi, n. 1830 - Parigi, † 1893)

## Storiche(2)
- Caroline Walker Bynum, storica statunitense (Atlanta, n. 1941)
- Caroline Playne, storica inglese (Forest Green, Avening, Gloucestershire, n. 1857 - Hampstead, † 1948)

## Surfiste(1)
- Caroline Marks, surfista statunitense (Boca Raton, n. 2002)

## Tenniste(9)
- Caroline Dhenin, ex tennista francese (Six-Fours-les-Plages, n. 1973)
- Caroline Dolehide, tennista statunitense (Hinsdale, n. 1998)
- Caroline Garcia, tennista francese (Saint-Germain-en-Laye, n. 1993)
- Caroline Kuhlman, ex tennista statunitense (n. 1966)
- Caroline Schneider, ex tennista tedesca (n. 1973)
- Caroline Stoll, ex tennista statunitense (n. 1960)
- Caroline Vis, ex tennista olandese (Vlaardingen, n. 1970)
- Caroline Werner, tennista tedesca (Sofia, n. 1996)
- Caroline Wozniacki, tennista danese (Odense, n. 1990)

## Tripliste(1)
- Caroline Joyeux, triplista e lunghista tedesca (Berlino, n. 2001)

## Tuffatrici(2)
- Caroline Fletcher, tuffatrice statunitense (Denver, n. 1906 - † 1998)
- Caroline Smith, tuffatrice statunitense (Cairo, n. 1906 - Las Vegas, † 1994)

## Vescove luterane(1)
- Caroline Krook, vescova luterana svedese (Stoccolma, n. 1944)

## Violiniste(1)
- Caroline Campbell, violinista statunitense (Albany, n. 1980)

## Wrestler(1)
- La Parfaite Caroline, wrestler canadese (Saguenay, n. 1983)

## Senza attività specificata(6)
- Caroline Calvé, ex snowboarder canadese (Gatineau, n. 1979)
- Caroline Crachami, italiana (n. 1815 - Londra, † 1824)
- Caroline Delemer, ex pentatleta francese (Sens, n. 1965)
- Caroline Ingalls, statunitense (Brookfield, n. 1839 - De Smet, † 1924)
- Carrie Ingalls, statunitense (Contea di Montgomery, n. 1870 - Keystone, † 1946)
- Carrie Johnson, britannica (Londra, n. 1988)